# Чуден свят (филм)
„Чуден свят“ (на английски: Strange World) е американска компютърна анимация от 2022 г., продуциран от „Уолт Дисни Анимейшън Студиос“ и е разпространен от „Уолт Дисни Студиос Моушън Пикчърс“. Като 61-вият анимационен филм, продуциран от студиото, режисьор е Дон Хол, сценарият е на Ки Нгуен (който е сърежисьор), продуциран от Рон Конли, и озвучаващия състав се състои от Джейк Джилънхол, Денис Куейд, Джабуки Йънг-Уайт, Гейбриъл Юниън и Луси Лиу.
Премиерата на филма се състои в Театър „Ел Капитан“ в Лос Анджелис на 15 ноември 2022 г., и излиза по кината на 23 ноември 2022 г. в Съединените щати от „Уолт Дисни Студиос Моушън Пикчърс“.

## Актьорски състав
- Джейк Джилънхол – Сърчър Клейд, фермер, син на Eгър, съпруг на Меридиън, и баща на Итън.
- Денис Куейд – Йегър Клейд, баща на Сърчър, и дядо на Итън.[7]
- Джабуки Йънг-Уайт – Итън Клейд, 16-годишния син на Сърчър, който мечтае за приключение отвъд фермата на баща си.[7] Той е първият главен герой на Дисни, който е гей.[8]
- Гейбриъл Юниън – Меридиън Клейд, пилот и естествен лидер, майка на Итън и съпруга на Сърчър.[7]
- Луси Лиу – Калисто Мал, ръководителят на земята Авалония и водач на експедицията за чудния свят.[7]
- Карън Сони – Каспиан, член по експедицията за „Чудния свят“.[9]
- Алън Тюдик – Дъфъл, пилот по експедицията за „Чудния свят“.[9]
  - Тюдик също озвучава ролята на разказвача в началото на филма и говорителя по радиото.
- Аделина Антъни – Капитан Пълк, вторият командир по по експедицията за „Чудния свят“.[9]
- Ейбрахан Бенруби – Лони Редшърд, член по експедицията за „Чудния свят“.[9]
- Джонатан Мело – Диазо, момче, в което Итън е влюбен.[9]
- Ник Додани – Кардез, един от приятелите на Итън.
- Франческа Рийл – Азимут, една от приятелите на Итън.

## Премиера
Премиерата на „Чуден свят“ се състои в театър „Ел Капитан“, Холивуд на 15 ноември 2022 г. След световната си премиера, той излиза по кината в Съединените щати на 23 ноември 2022 г.
Това е първият филм, който включва логото на „Дисни“ през 2022 г. в чест на 100-годишнината на компанията през 2023 г., създаден от „Дисни Студиос Контент“ и „Индустриал Лайт и Меджик“, който дебютира в D23 Expo през 2022 г. Кристоф Бек композира нов аранжимент на „Падне ли звезда в нощта“.

## В България
В България излиза по кината на 25 ноември 2022 г. от „Форум Филм България“.